# Fedot Alekseïevitch Popov
Fedot Alekseïevitch Popov (en russe : Федот Алексеевич Попов), parfois connu sous la forme archaïque Fedot Alexeïev Popov, est un explorateur russe du XVIIe siècle, organisateur de la première expédition européenne à travers le détroit de Béring . 

## Biographie

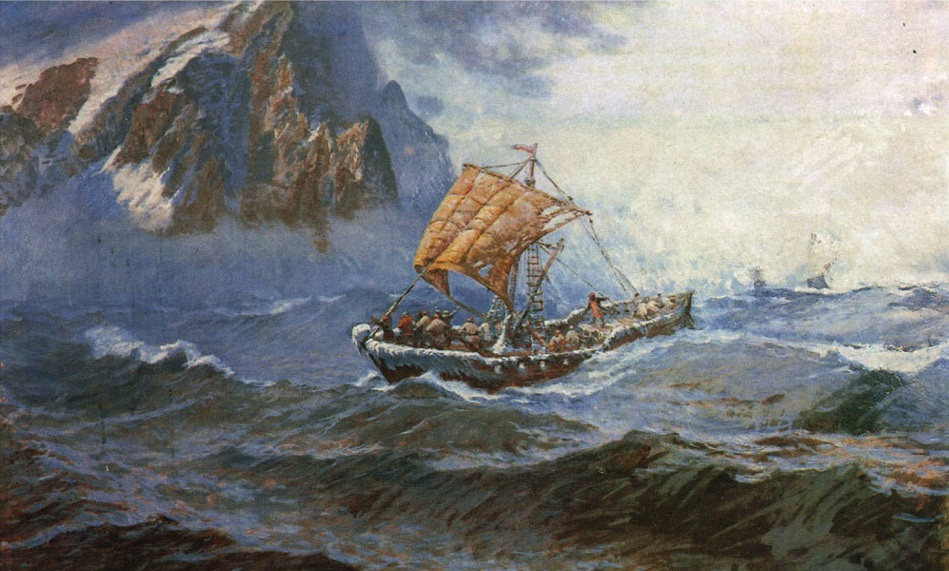

Agent d'une guilde marchande, il voyage en Sibérie en 1639 et visite Tioumen, Tobolsk, Tomsk, Ienisseïsk (1641) et Iakoutsk (1642). Puis, il parcourt la Léna jusqu’à la mer et l'Oleniok avec une centaine d'hommes dont 29 dirigés par lui. Il part ensuite à l'est de la Kolyma et arrive à Srednekolymsk en 1645 avec douze hommes et sa compagne. 
Il effectue ensuite une série de missions en Arctique et au Kamtchatka. En septembre 1647, il passe la pointe nord-est de l'Asie et atteint l'océan Pacifique. 

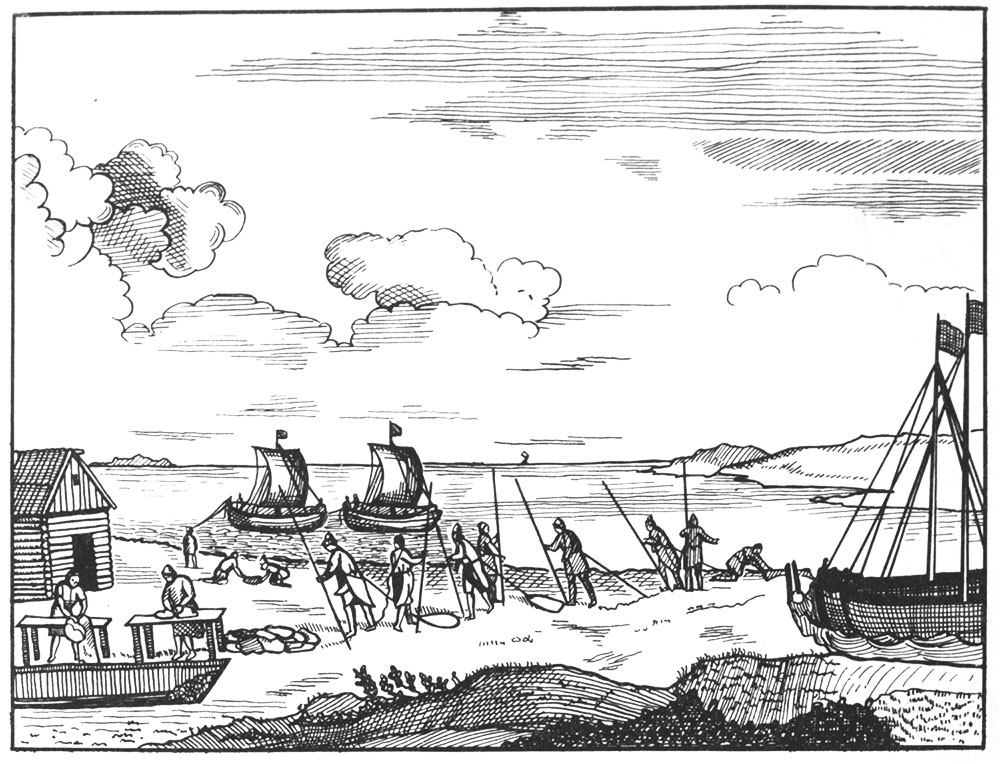

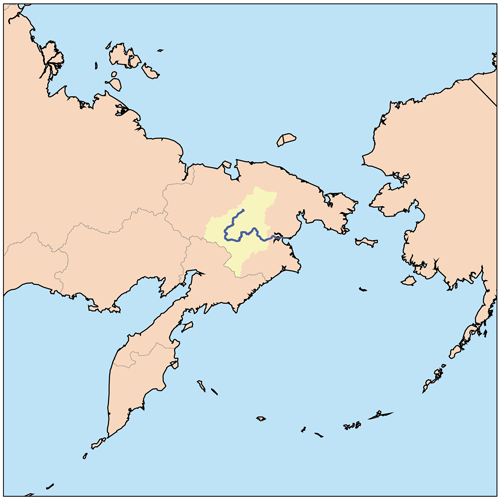
Bassin de l'Anadyr surligné en jaune

Le 20 septembre 1648, il est blessé dans un combat contre les Tchouktches. Sa trace se perd en octobre 1648. Sa femme recueillie par Simon Dejnev en 1653-1654, dira qu'il est mort du scorbut après un naufrage dans l'estuaire de l'Anadyr. Mais, en 1697, lorsque Vladimir Atlassov atteint le Kamtchatka, il apprend que Fedot avec des compagnons, y auraient vécu près de la rivière Nikoul, un affluent du Kamtchatka et y auraient épousé des femmes indigènes. Atlassov témoignera avoir même vu leurs cabanes. Fedot et ses hommes auraient ensuite fui vers l'ouest de la mer d'Okhotsk et auraient été massacrés par les Kamtchadales et les Koriaks.